# Morasko (meteorito)
El meteorito de Morasko es un meteorito metálico encontrado en 1914 al norte de la ciudad de Poznan, Polonia.
Con 290 kg de peso, es el meteorito más grande de Polonia, por delante del de Pultusk y del de Seeläsgen.

## Historia
En noviembre de 1914 fue descubierta una masa de 77,5 kg por un soldado alemán, el Dr. Cobliner, que se dedicaba a trabajos de fortificación cerca de Morasko, en el norte de Poznan (Polonia). La masa se encontraba a 50 cm de profundidad y la pieza estaba repleta de regmagliptos. Fue trasladada a Berlín, pero al acabar la Primera Guerra Mundial, fue recuperada para la colección de Poznan.
Posteriormente se encontraron tres masas adicionales en las proximidades, de 4,2, 3,5 y 3,5 kg, siendo todas dibujadas y brevemente descritas por Pokrzywnicki (1956).
En la década de 1950 se descubrieron pequeños cráteres, tanto al oeste como al este de Morasko, estudiados y descritos también por Pokrzywnicki (1964). Además se hallaron nuevas masas que pesaban respectivamente 78, 75, 6,38, 4,18 y 3 kg. En total se han recuperado casi 300 kg de meteorito.

## Composición
Las dos masas más grandes, cada una de aproximadamente 78 kg, tienen unas dimensiones aproximadas de 50 x 30 x 15 cm. Están bien conservadas con regmagliptos claros y se puede detectar corteza de fusión en numerosos sitios.
En el meteorito se observan granos de camacita casi equiaxiales de 10 - 15 mm de diámetro. Taenita y plesita ocupan un 2 - 3% en área.
La schreibersita se presenta como cristales cuneiformes dispersos de 1 - 2 mm de tamaño, rodeados por bordes de hileras de camacita. La troilita solo se observa en la superficie, donde aflora como cavidades indistintas. La cohenita es frecuente en algunas secciones, pero está ausente en otras.
En la composición elemental de este meteorito hay, además de hierro, un 6,7% de níquel, un 0,53% de cobalto y 1500 ppm de cobre.

## Clasificación
Este meteorito es una octaedrita gruesa rica en inclusiones, estrechamente relacionado con los meteoritos de Cranbourne y Magura.
Esta catalogado dentro del grupo IAB.